# 唐棣 (元代畫家)
唐棣（1287年—1355年）字子華，晚號遁齋， 中國元代畫家 ，吳興(今浙江湖州人)。擅畫山水，多幅作品收錄在不同的博物館內，如：《霜浦歸漁圖》、《煙波漁樂圖》《仿郭熙秋山行旅图》收藏在國立故宮博物院內。

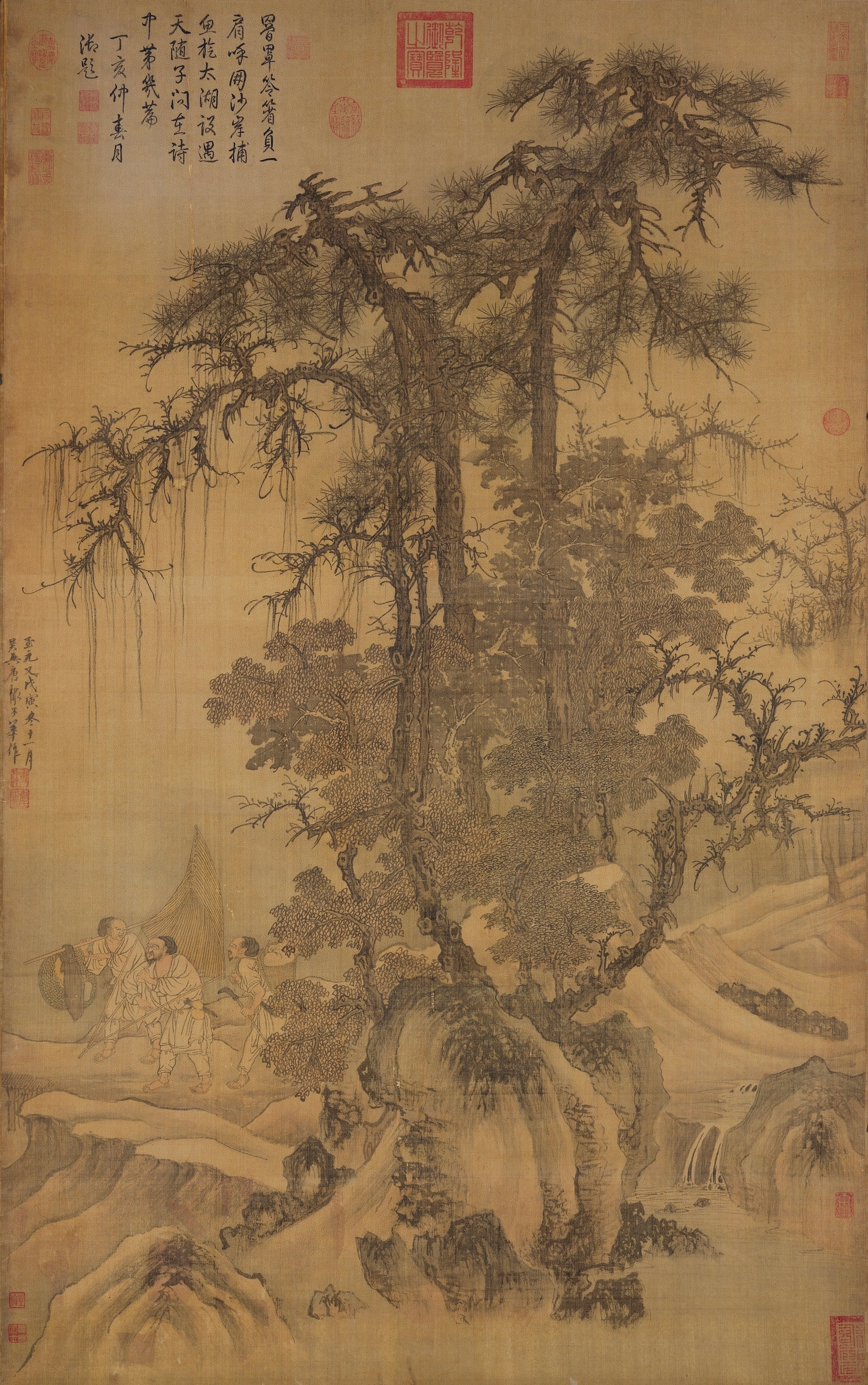
霜浦歸漁圖
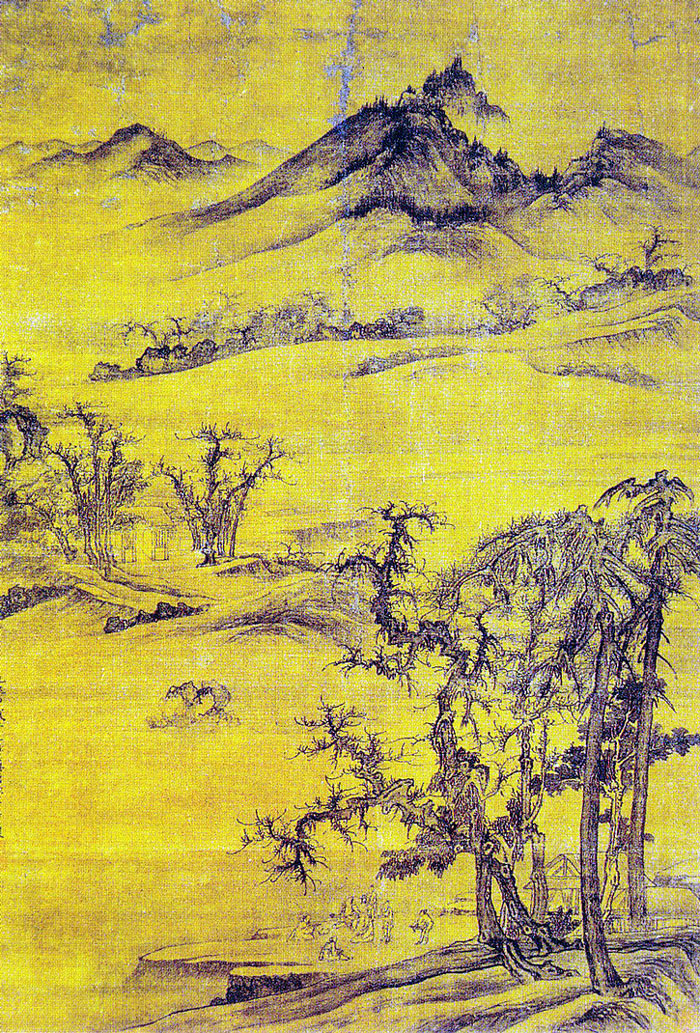
松陰聚飲圖，藏於上海博物館